# Karsay Dorottya
Karsay Dorottya (1985. április 25. –) magyar emberjogi aktivista, a Nem tetszik a rendszer videó énekese.

## Élete
Az Eötvös Loránd Tudományegyetemen, a CEU-n és University of California egyetemeken tanult, emberi jogok és angol MA diplomát szerzett, illetve szociológiát tanul. 2010-ben Outstanding Academic Achievement Award díjat kapott.
Több emberjogi szervezet, pl. az Amnesty International, a Menedék Migránsokat Segítő Egyesület, US Campaign for Burma, Bruin Campaign for Burma, Teach for Change és a Darfur Action Committee munkatársa. 2010 júliusa óta az MDAC (Központ a mentális sérültek jogaiért) munkatársa.
A 2011. október 23-án tartott Nem tetszik a rendszer? tüntetés arca volt, és fellépett a Nem tetszik a rendszer című dal énekeseként. 
Jelenleg az ARC International melegjogi szervezet kutatási és információs tisztségviselője, amely többek között az ENSZ-nek dolgozik.
Egy ideje Dodó Karsay néven küzd a transzneműek jogaiért. 